# Happy Ending
Happy Ending – pierwszy minialbum południowokoreańskiej grupy DIA, wydany 14 czerwca 2016 roku przez wytwórnię MBK Entertainment. Minialbum promował singel „Geu gil-eseo (On the Road)” (kor. 그 길에서 (On the Road)). Sprzedał się w nakładzie 9474 egzemplarzy (stan na sierpień 2016).

## Teledysk
Teledysk do głównego singla kręcony był na wyspie Czedżu, ukazał się w trzech wersjach: zwykłej, „drama” i tanecznej.

## Promocja
Grupa wystąpiła w nowym składzie po raz pierwszy podczas transmisji na Naver V App 7 czerwca. 14 czerwca w LotteCard Art Center odbył się pierwszy występ promujący płytę, a 16 czerwca zespół wystąpił w programie M Countdown.

## Lista utworów
| Nr | Tytuł                                                               | Słowa                            | Kompozycja               | Aranżacja           | Czas |
| -- | ------------------------------------------------------------------- | -------------------------------- | ------------------------ | ------------------- | ---- |
| 1. | "Happy Ending"                                                      | Iggy, Seo Young-bae, Ki Hee-hyun | Iggy, Seo Young-bae      | Iggy, Seo Young-bae | 3:18 |
| 2. | "Geu gil-eseo (On the Road)" (kor. 그 길에서 (On the Road))         | Iggy, Seo Young-bae, Ki Hee-hyun | Iggy, Seo Young-bae      | Iggy, Seo Young-bae | 3:22 |
| 3. | "Yeonseupsaeng" (kor. 연습생)                                       | DIA                              | Ahn Young-min            | Ahn Young-min       | 4:16 |
| 4. | "Neol Gidalyeo" (kor. 널 기다려) (Yebin solo)                       | Baek Ye-bin                      | Baek Ye-bin              | Ahn Young-min       | 3:03 |
| 5. | "Gieokhalgeyo" (kor. 기억할게요) (Eunchae solo)                     | Eunchae                          | Baek Ye-bin, Ki Hee-hyun | Ahn Young-min       | 2:41 |
| 6. | "Neol Gidalyeo" (kor. 널 기다려) (DIA ver.)                         | Baek Ye-bin, Ki Hee-hyun         | Baek Ye-bin              | Ahn Young-min       | 3:22 |
| 7. | "Geu gil-eseo (On the Road)" (kor. 그 길에서 (On the Road)) (Inst.) |                                  | Iggy, Seo Young-bae      | Iggy, Seo Young-bae | 3:22 |

## Notowania
| Lista                    | Pozycja |
| ------------------------ | ------- |
| Gaon Weekly Album Chart  | 7       |
| Gaon Monthly Album Chart | 14      |